# Costoma
Costoma é um gênero de traça pertencente à família Agonoxenidae.